# Fiamme di passione (film 1938)
Fiamme di passione (Bank Holiday) è un film del 1938 diretto da Carol Reed.